# Ormosia eugeniifolia
Ormosia eugeniifolia är en ärtväxtart som beskrevs av R.H.Chang. Ormosia eugeniifolia ingår i släktet Ormosia och familjen ärtväxter. Inga underarter finns listade i Catalogue of Life.